# Małżeństwo (film)
Małżeństwo (fr. Domicile conjugal) – francuska komedia obyczajowa z 1970 roku w reżyserii François Truffauta.

## Opis fabuły
Kontynuując historię Antoine Doinela, Truffaut pokazuje losy jego świeżego małżeństwa z Christine. Wszystko się jednak zmienia, gdy Christine zachodzi w ciążę i na świecie pojawia się dziecko. Wkrótce też, po pożarze w kwiaciarni, Antoine podejmuje nową pracę w amerykańskiej firmie, gdzie poznaje piękną Japonkę Kyoko, z którą ma romans.

## Obsada
Obsada filmu: 
- Claude Jade – Christine Doinel
- Jean-Pierre Léaud – Antoine Doinel
- Hiroko Berghauer – Kyoko Yamato
- Daniel Ceccaldi – ojciec Christiny
- Claire Duhamel – matka Christiny

## Produkcja
Zdjęcia kręcono w Paryżu.